# Canredondo
Canredondo – gmina w Hiszpanii, w prowincji Guadalajara, w Kastylii-La Mancha, o powierzchni 63,52 km². W 2011 roku gmina liczyła 107 mieszkańców.